# Eunica macris
Eunica macris är en fjärilsart som beskrevs av Jean Baptiste Godart 1823. Eunica macris ingår i släktet Eunica och familjen praktfjärilar. Inga underarter finns listade i Catalogue of Life.